# سعود كريري
سعود كريري لاعب كرة قدم سعودي سابق، من مواليد 8 يوليو 1980، كان يُجيد اللعب في خانة الوسط المحوري، اعتزل كرة القدم عام 2018، وحالياً مدير الكرة بنادي الهلال السعودي.
وقد لعب سابقاً في نادي الاتحاد السعودي بعد أن انتقل من نادي القادسية السعودي مع اللاعب سعيد الودعاني في صفقة أعتبرت الأغلى حين ذاك، وتمكن اللاعب الدولي من فرض نفسه أساسيا في خانه المحور حيث يشكل رابطا قويا بين الدفاع والهجوم وقطع الكرات الخطرة التي تهدد المرمي الاتحادي ببراعه وأيضا تكوين مسانده من حيث تخفيف العبء على المدافعين وتموين الهجوم بالكرات الثمينة، واشتهر سعود بتسديداته القوية من خارج منطقة الجزاء، وأحياناً من أبعد من 40 متر، والتسديدات تُمثل أغلب أهدافه مع ناديه الاتحاد، حيث أنه سجل مع النادي خلال مسيرته 10 أهداف في جميع المسابقات. ثم انتقل في ديسمبر 2013، للعب في صفوف نادي الهلال السعودي ووقع للهلال موسمين ونصف ولعب بقميص الزعيم 47 مباراة في الدوري سجل خلالها هدفين، وتوّج معه بـ3 بطولات. وفي 2016 قام الهلال بفسخ عقد اللاعب بقرار فني، لينتقل بعدها لنادي الشباب بطلب من سامي الجابر المدير الفني لنادي الشباب في ذلك الوقت، الجدير بالذكر أن سامي الجابر كان وراء ضم سعود كريري للهلال قادماً من الاتحاد، عندما كان مدرباً للهلال وقتها.
يعتبر قائد المنتخب السعودي سعود كريري أحد أبرز من لعب للأخضر طيلة السنوات الماضية، بعد أن حافظ على مستواه وبسبب دوره الهام خارج وداخل المستطيل الأخضر.
احصائياته مع المنتخب :
| عدد المباريات:                   | 133  |
| عدد المباريات التي لعبها كأساسي: | 107  |
| عدد المباريات التي لعبها كبديل:  | 26   |
| عدد المباريات التي أستبدل فيها:  | 33   |
| عدد المباريات التي لعبها كاملة:  | 74   |
| عدد المباريات التي طرد فيها:     | 0    |
| عدد الدقائق التي لعبها:          | 9533 |

البطولات التي شارك فيها مع المنتخب :
| لبطولة                                             | عدد المباريات |
| مباريات ودية دولية                                 | 53            |
| تصفيات كأس العالم 2006                             | 7             |
| تصفيات كأس العالم 2010                             | 7             |
| كأس آسيا 2007- أندونيسيا، ماليزيا، تايلاند وفيتنام | 6             |
| تصفيات كأس العالم 2014                             | 6             |
| كأس الخليج 2003- الكويت                            | 5             |
| تصفيات كأس آسيا 2004                               | 5             |
| تصفيات كأس آسيا 2015                               | 5             |
| كأس الخليج 2014- السعودية                          | 5             |
| كأس الخليج 2009- عمان                              | 4             |
| كأس العرب 2002 - الكويت                            | 4             |
| كأس العالم 2006- ألمانيا                           | 3             |
| كأس الخليج 2004- قطر                               | 3             |
| كأس الخليج 2007- الإمارات                          | 3             |
| تصفيات كأس آسيا 2007                               | 3             |
| كأس آسيا 2015- أستراليا                            | 3             |
| كأس آسيا 2004- الصين                               | 2             |
| كأس آسيا 2011- قطر                                 | 2             |
| كأس الخليج 2013- البحرين                           | 2             |
| كأس أو إس إن 2013 - السعودية                       | 2             |
| دورة الألعاب العربية 2007 - مصر                    | 2             |
| البطولة الودية الدولية 2007 - سنغافورة             | 1             |

سجل مع المنتخب 7 أهداف :
| البطولة                         | عدد الأهداف |
| مباريات ودية دولية              | 3           |
| تصفيات كأس العالم 2006          | 1           |
| كأس الخليج 2014- السعودية       | 1           |
| دورة الألعاب العربية 2007 - مصر | 1           |
| كأس العرب 2002 - الكويت         | 1           |

## أهدافه الدولية
| # | التاريخ        | المنشأة الرياضية                    | المنافس        | الهدف | النتيجة | المناسبة                          |
| - | -------------- | ----------------------------------- | -------------- | ----- | ------- | --------------------------------- |
| 1 | 24 ديسمبر 2002 | الكويت، الكويت                      | سوريا          | 3–0   | فوز     | كأس العرب لكرة القدم 2002         |
| 2 | 25 مارس 2005   | الدمام، السعودية                    | كوريا الجنوبية | 2–0   | فوز     | تصفيات آسيا لكأس العالم 2006      |
| 3 | 27 مايو 2005   | الرياض، السعودية                    | البحرين        | 1–1   | تعادل   | مباراة ودية                       |
| 4 | 11 سبتمبر 2007 | الرياض، السعودية                    | غانا           | 5–0   | فوز     | مباراة ودية                       |
| 5 | 18 نوفمبر 2007 | استاد الإسماعيلية، الإسماعيلية، مصر | ليبيا          | 1–2   | خسارة   | دورة الألعاب العربية 2007         |
| 6 | 11 أغسطس 2010  | الرياض، السعودية                    | توغو           | 1–0   | فوز     | مباراة ودية                       |
| 7 | 26 نوفمبر 2014 | الرياض، السعودية                    | قطر            | 1–2   | خسارة   | كأس الخليج العربي لكرة القدم 2014 |

## الإنجازات

### النادي
الاتحاد
- دوري المحترفين السعودي (2): 2006–07، 2008–09
- كأس خادم الحرمين الشريفين (2): 2010، 2013
- كأس ولي العهد السعودي (1): 2004
- دوري أبطال آسيا (2): 2004، 2005
- كأس العرب للأندية الأبطال (1): 2005

 الهلال
- كأس خادم الحرمين الشريفين (1): 2015
- كأس السوبر السعودي (1): 2015
- كأس ولي العهد السعودي (1): 2016

### المنتخب
- كأس الخليج العربي (1): 2003
- كأس العرب (1): 2002

## روابط خارجية
- سعود كريري على موقع الاتحاد الدولي (مؤرشف)  (الإنجليزية)
- سعود كريري على موقع قاعدة بيانات كرة القدم.إي يو (الإنجليزية)
- سعود كريري على موقع ناشيونال فوتبول تيمز (الإنجليزية)
- سعود كريري على موقع Soccerway.com (الإنجليزية)
- سعود كريري على موقع كووورة